# Éclipse solaire du 17 février 2026
Une éclipse solaire annulaire aura lieu le 17 février 2026, c'est la 19e éclipse annulaire du XXIe siècle.

## Parcours

Trajectoire de l'éclipse sur la Terre.

Commençant à l'intérieur du continent Antarctique oriental, cette éclipse continue sa boucle dans l'océan Indien, où elle finit.